# Jacob Timmermans

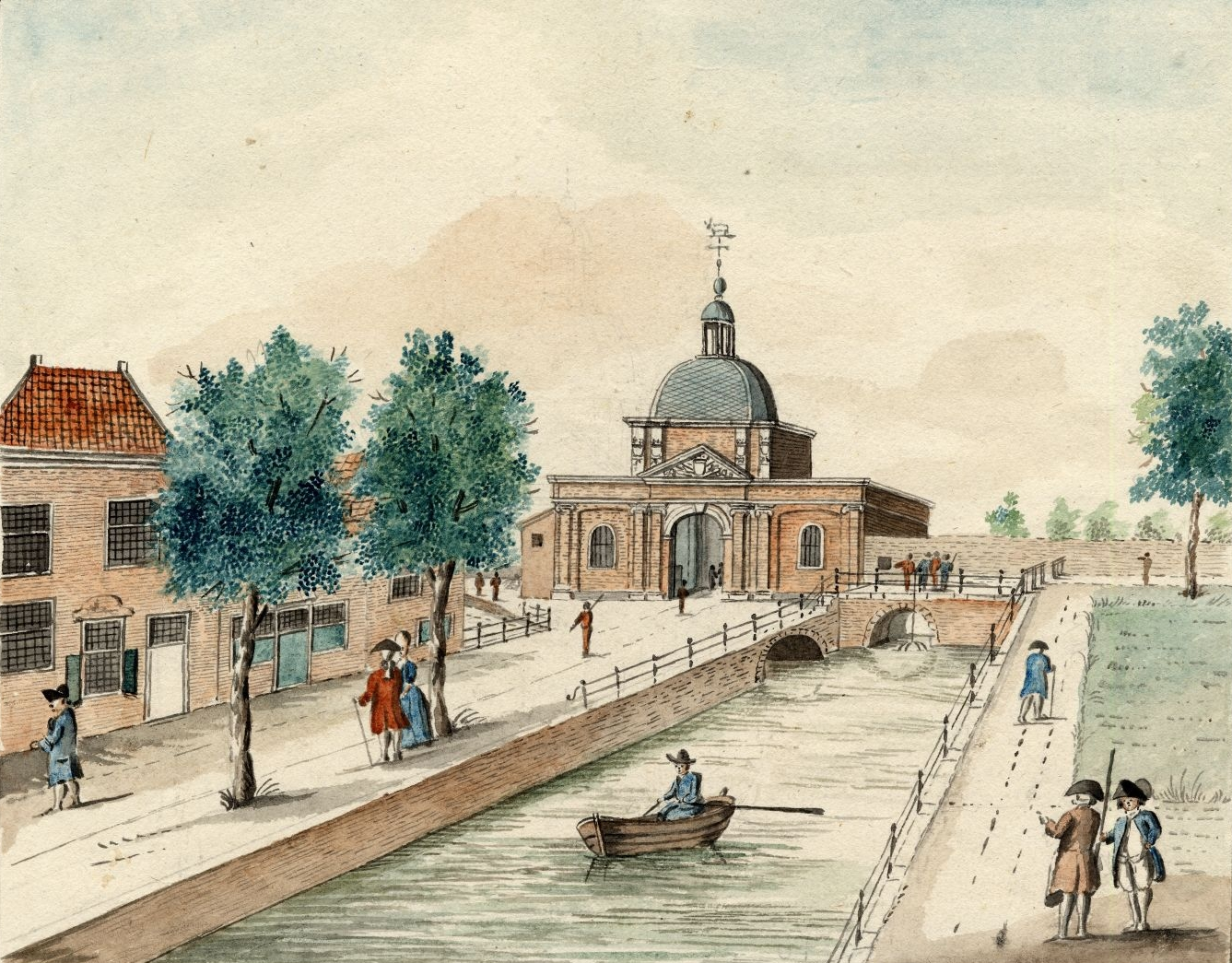
Zicht op de Koepoort en de Koepoortsgracht met de Molensteeg en de Raamsteeg door Jacob Timmermans (ca. 1780)

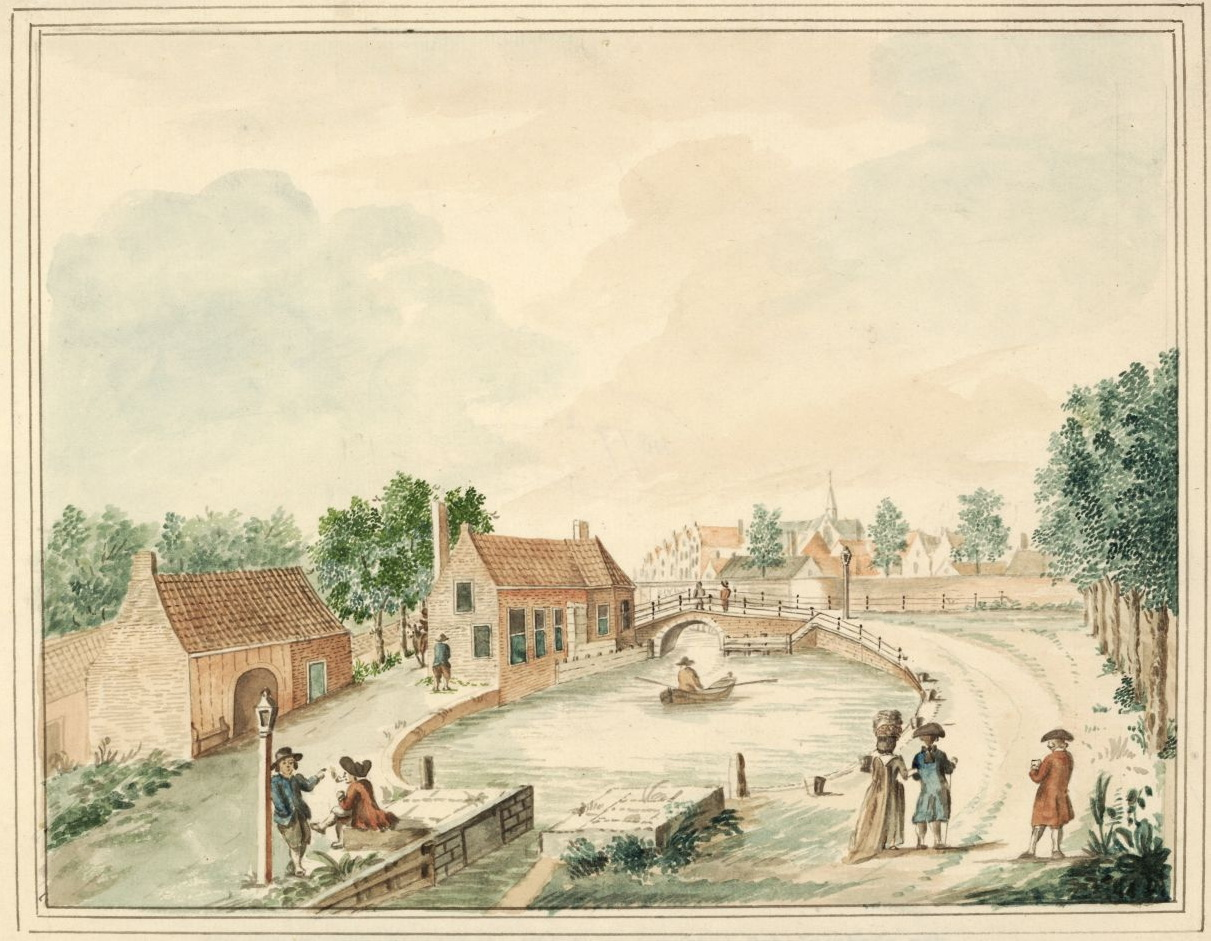
Naakte Sluis door Jacob Timmermans (1788)

Jacob Timmermans (Leiden, 1751- 4 december 1829) was steenhouwer van beroep, maar meer bekend is hij echter van de vele tekeningen in kleur van stadsgezichten in Leiden.

## Leven
Jacob Timmermans was getrouwd met Maria Dieutegard. Het echtpaar kreeg (ten minste) een tweeling: Johanna Helena en Jacob, die op 13 april 1788 in de Hooglandse kerk gedoopt werden. Op 1 augustus 1809 kocht hij de woning Vliet 9 voor f 750,-, die hij in 1826 doorverkocht aan zijn zoon Jacob jr., evenals zijn vader steenhouwer. Het huis had inmiddels een huisnummer gekregen: Wijk 1 nummer 531.

## Werken
De vele tientallen tekeningen die hij maakte (Het Regionaal Archief Leiden heeft er ruim zestig in de collectie) zijn, ondanks hun naïef karakter, nog altijd de moeite waard om te bekijken. Een kenmerk van zijn straattafereeltjes zijn de altijd bezige figuurtjes waarmee hij zijn werk als het ware stoffeerde. Het merendeel van zijn tekeningen maakte hij in de jaren 1787 en 1788. Uit vergelijkingen met illustraties van zijn tijdgenoten kan worden afgeleid dat het werk van Timmermans behoorlijk betrouwbaar is. Hoewel hij als amateur-tekenaar toch wel moeite had met het perspectief, legde hij bouwkundige details met grote nauwkeurigheid vast.